# Xã Freeport, Quận Harrison, Ohio
Xã Freeport (tiếng Anh: Freeport Township) là một xã thuộc quận Harrison, tiểu bang Ohio, Hoa Kỳ. Năm 2010, dân số của xã này là 745 người.